# سیرا بوردیک
سیرا بوردیک (انگلیسی: Cierra Burdick؛ زادهٔ ۳۰ سپتامبر ۱۹۹۳) بازیکن بسکتبال اهل ایالات متحده آمریکا است.
از باشگاه‌هایی که در آن بازی کرده‌است می‌توان به آتلانتا دریم اشاره کرد.
وی در مسابقات کشوری و بین‌المللی در مجموع برندهٔ ۲ مدال طلا شده‌است.